# キウザフォルテ
キウザフォルテ（伊: Chiusaforte）は、イタリア共和国フリウリ＝ヴェネツィア・ジュリア州ウーディネ県にある、人口約600人の基礎自治体（コムーネ）。

## 地理

### 位置・広がり

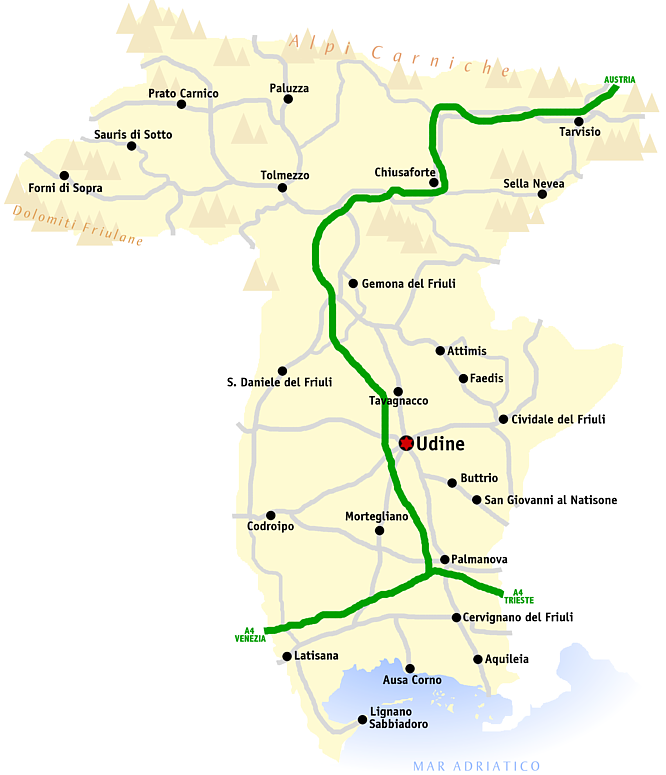
ウーディネ県概略図

#### 隣接コムーネ
隣接するコムーネは以下の通り。括弧内のSLOはスロベニア所属を示す。
- ドーニャ
- マルボルゲット・ヴァルブルーナ
- モッジョ・ウディネーゼ
- ボヴェツ (SLO) (イタリア語名: プレッツォ Plezzo)
- レージア
- レジウッタ
- タルヴィージオ

### 気候分類・地震分類
キウザフォルテにおけるイタリアの気候分類 (it) および度日は、zona F, 3498 GGである。
また、イタリアの地震リスク階級 (it) では、zona 2 (sismicità media) に分類される。

## 行政

### 分離集落
キウザフォルテには、以下の分離集落（フラツィオーネ）がある。
- Costamolino, Raccolana, Sella Nevea